# 상주 전투 (1950년)
상주 전투는 6.25 전쟁 초반인 1950년 7월 20일부터 31일까지 대한민국 남부의 상주시에서 유엔과 조선인민군 간에 벌어진 교전이다. 이 전투는 조선인민군이 미국과 대한민국 국군을 지역 밖으로 밀어내어 조선인민군의 승리로 끝났다.
대한민국 육군(ROK) 부대는 조선인민군의 진격을 성공적으로 저지하지 못하고 있었는데, 새로 한국에 도착한 미국 육군 제25보병사단이 증원되었다. 이어진 전투에서 제25보병사단은 진격하는 조선인민군 제15보병사단에 상당한 사상자를 입혔지만, 진지를 유지할 수는 없었다. 11일간의 전투에서 유엔군은 제대로 싸우지 못했고 예천군, 상주시, 그리고 주변 지역에서 철수해야 했다.
제25사단 소속 제24보병연대는 첫 전투에서 비효율적이었다. 주로 아프리카계 미국인 병사들로 구성된 이 연대는 공황 상태에 빠져 빠르게 후퇴했다고 육군에게 비판받았다. 일부 역사가들은 육군의 진술이 편향되어 연대의 성공을 축소하고 실패를 과장했다고 평가했다.

## 배경

### 전쟁 발발
조선민주주의인민공화국이 대한민국을 침공한 후, 유엔은 대한민국을 지원하기 위해 병력을 파견하기로 결정했다. 이에 따라 미국은 조선인민군의 침공을 저지하고 대한민국이 붕괴하는 것을 막기 위해 지상군을 한반도로 파견했다. 그러나 극동의 미군은 1945년 제2차 세계 대전 종전 이후 꾸준히 감소하고 있었고, 당시 가장 가까운 병력은 일본에 본부를 둔 미국 제8군 소속 제24보병사단이었다. 이 사단은 병력이 부족했고, 군비 지출 감소로 인해 대부분의 장비가 노후화되어 있었다. 그럼에도 불구하고 제24보병사단은 대한민국으로 파견 명령을 받았다.
제24보병사단은 조선인민군의 진격을 처음으로 "충격"을 흡수하는 임무를 맡아 한국에 파견된 최초의 미군 부대였으며, 몇 주 동안 단독으로 수적으로 열세인 상태에서 싸웠다. 그들은 훨씬 더 큰 조선인민군 부대의 발목을 붙잡아 추가 유엔군이 도착하여 배치될 시간을 벌어주었다. 증원된 유엔군은 제7보병사단, 제25보병사단, 제1기병사단, 그리고 제8군의 다른 지원 부대들이었다. 한편 대한민국 국군은 체계적으로 패배하여 한반도 동해안을 따라 남쪽으로 밀려났고, 조선인민군의 우월한 화력과 장비에 의해 전체 사단이 궤멸되기도 했다. 제24보병사단의 선발대는 7월 5일 미군과 조선인민군 간의 첫 전투인 오산 전투에서 크게 패배했다. 오산에서의 패배 이후 한 달 동안 제24보병사단 병사들은 조선인민군의 우월한 병력과 장비로 인해 반복적으로 패배하고 남쪽으로 밀려났다. 제24보병사단 소속 연대들은 전의-조치원 전투, 천안 전투, 평택 전투 등 주변 전투에서 조직적으로 남쪽으로 밀려났다. 제24보병사단은 대전 전투에서 마지막 저항을 펼쳤고, 거의 완전히 파괴되었지만 조선인민군의 진격을 7월 20일까지 지연시켰다. 그때까지 제8군의 전투 병력은 새로 도착하는 유엔군 부대가 매일 추가되면서 각 측면에서 약 70,000명으로 조선인민군과 거의 비슷해졌다.

### 미군 제25보병사단 도착
같은 시각 동해안에서는 조선인민군 제12사단이 한국의 해당 지역 모든 산악 도로의 교차로 중심지인 상주시 북쪽에서 격렬한 전투를 치른 후 휴식을 취하고 있었다. 소백산맥과 한강 및 낙동강 사이의 분수령 남쪽에 위치한 상주는 대구에서 북동쪽으로 45마일 떨어진 낙동강 협곡의 요충지였다. 7월 말 상주 주변에서는 패배한 대한민국 국군 병사들과 낙오병들이 마을을 통해 남쪽으로 쏟아져 들어오면서 혼란스러운 활동이 많이 일어났다. 많은 대한민국 국군 부대가 상주로 후퇴하고 있었고 일부는 상주를 지나 남쪽으로 이동했다. 조선인민군과 대한민국 국군 간에 문경 고원 통제를 위한 산발적인 전투가 이미 시작된 시점에, 7월 10일에서 15일 사이에 한국에 새로 도착한 소장 윌리엄 B. 킨 지휘의 제25보병사단은 제8군 사령관 중장 월턴 워커로부터 중앙 산악 통로의 대한민국 국군 방어를 강화하기 위해 그곳에 집결하라는 명령을 받았다. 워커 장군은 제25사단이 한반도 중부의 대한민국 국군을 도와 조선인민군의 낙동강 상류 계곡으로의 대규모 이동을 막기를 기대했다. 사단은 7월 19일 기준으로 13,059명의 병력을 보유하고 있었다.

## 전투

### 예천 점령

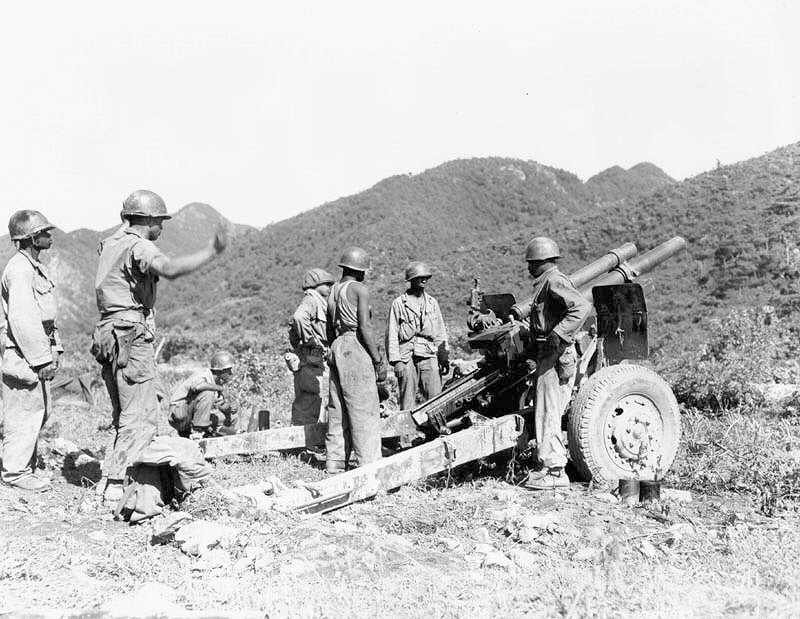
북한군 목표물에 미군 포병 사격.

제25사단과 조선인민군 간의 첫 전투는 7월 20일 예천에서 일어났다. 소위 제스퍼 R. 존슨이 이끄는 제24보병연대 제3대대 K중대가 오후에 마을로 진입했다. 제3대대의 다른 부대가 마을 왼쪽의 능선을 점령하지 못하자, 그는 밤에 마을에서 철수할 허가를 요청하여 승인받았다.
대대 지휘소에서 회의를 한 미군 부대 지휘관들은 다음 날 아침 05:00에 재공격을 계획했다. 보병 진격에 앞서 마을에 포병과 박격포 사격이 가해졌고, 곧 포탄으로 인해 마을이 불타기 시작했다. 그러나 이때쯤 예천은 조선인민군에 의해 이미 버려진 상태였을 가능성이 높다. 함창에서 제35보병연대를 지휘하던 대령 헨리 G. 피셔는 그날 아침 일찍 조선인민군이 제24보병연대를 예천에서 몰아냈다는 잘못된 메시지를 받았다. 그는 즉시 예천으로 향했다. 그는 마을 서쪽 5마일 떨어진 곳에서 대대장을 찾았지만, 그로부터 받은 정보에 불만을 느꼈다. 피셔와 소규모 파티는 불타고 있는 예천으로 계속 진입했다. 그는 조선인민군 병력이나 대한민국 민간인을 만나지 못했다. K중대에 배속된 제77공병전투중대 제3소대는 보병과 함께 마을에 진입하여 화염 확산을 막으려 했지만, 강하고 변화무쌍한 바람 때문에 그러지 못했다. 제24보병연대는 그 후 마을을 역습하는 조선인민군으로부터 가벼운 저항을 만났지만, 그들을 격퇴하고 수 시간의 전투 끝에 2명이 사망하고 12명이 부상당하는 대가를 치르고 마을을 확보했다. 전투에서 조선인민군 사상자는 추정할 수 없었다. 그러나 대전 전투에 몰두했던 미군은 이를 거의 주목하지 않았고, 이 승리를 대한민국 국군에게 돌렸다. 이 점령 소식은 미군 언론에 의해 대부분 흑인으로 구성된 부대의 흑인 병사들이 거둔 첫 승리로 보도되었다. 13:00까지 예천은 확보되었고, 제3대대는 마을 통제권을 수도사단 제18연대에게 넘겼다. 수도사단은 그 후 병력의 대부분을 그곳에 집중시켰고, 남은 한 달 동안 그 지역에서 조선인민군 제8사단에 맞섰다.

### 전선 구축
킨 소장과 그의 제25사단은 상주가 조선인민군에게 함락되는 것을 막기 위해 두 가지 주요 접근로를 방어해야 했다. 주도로는 소백산맥을 가로질러 상주 북쪽 약 15마일 지점의 산맥 기슭에 있는 함창을 통과했다. 다음으로, 서쪽으로 더 멀리 떨어진 산맥을 가로지르는 보조 산악 도로가 있었고, 이 도로는 산을 통과한 후 상주를 향해 동쪽으로 꺾였다.
주도로에서는 제35보병연대 제2대대가 함창 북서쪽, 산맥 기슭에 저지선을 구축했고, 제78전차대대 A중대 소속 소대의 전차와 제90야전포병대대 A포대의 지원을 받았다. 제1대대는 제2대대와 함께 배치되었으나 24시간도 채 되지 않아 서쪽으로 다음 남북 통신선에 있는 미군 제27보병연대를 증원하기 위해 파견되었다. 따라서 사실상 미군 한 개 대대가 함창 접근로의 대한민국 국군 부대 뒤에 서 있었다. 두 번째 도로, 즉 서쪽에서 상주로 이어지는 도로에서는 제24보병연대가 두 개, 나중에는 세 개 대대 모두를 집결시켰다.
제35보병연대 제2대대는 함창 북서쪽, 문경 남쪽, 상주를 지나 낙동강으로 흐르는 하천의 남쪽에 있는 언덕에 진지를 구축했다. 하천 북쪽에서는 대한민국 국군 대대가 전선을 지키고 있었다. 제25사단의 부사단장인 준장 베나드 윌슨은 대대장 중령 존 L. 윌킨스의 강한 반대에도 불구하고 대대의 F중대를 하천 북쪽의 대한민국 국군 전선 중앙에 투입하라고 명령했다. 윌슨은 미군 병력이 대한민국 국군 방어를 강화할 것이라고 생각했지만, 윌킨스는 아직 전투 경험이 없는 중대가 첫 교전에서 대한민국 국군의 안정성에 의존하게 되는 것을 원치 않았다. 대한민국 국군과 F중대 진지 뒤에는 소화기 사정거리 내의 또 다른 언덕으로 지대가 솟아 있었다. 폭우로 인해 대한민국 국군과 F중대 진지 뒤의 하천이 거대한 바위를 굴릴 정도로 급류가 되었다. 한편, 대한민국 국군 제17연대 제2대대는 동관리 근처에서 조선인민군 한 대대를 기습하여 철수하게 만들었다.

### 조선인민군의 상주 공격
7월 22일 조선인민군이 공격했다. 대한민국 국군 병력은 잠시 저항했지만, 의도를 알리지 않은 채 F중대 양쪽에서 진지를 철수했다. 철수는 미군 병력을 통합하기 위한 전선 재편 계획의 일부였지만, F중대는 그렇게 하기 전에 통보를 해줄 것이라고 예상했고, 이에 맞춰 방어 태세를 조정하지 않았다.</ref> 조선인민군 병력은 빠르게 F중대를 포위하고 후방에서 공격하기 시작했다. 이로 인해 무질서한 철수가 시작되었다. 불어난 하천은 F중대가 남쪽으로 건너 제2대대 진지로 가는 것을 막았다. 부상자들은 하천을 따라 몰려들었지만, 그들을 건너게 하려는 노력은 실패했다. 두 명의 장교와 두 명의 부사관은 몸에 꼬인 전화선을 묶고 다른 쪽 강으로 헤엄쳐 가서 밧줄을 고정하려고 했지만, 각자 차례로 하류로 휩쓸려 내려가 시작했던 강둑에서 다시 허우적거렸다. 일부 병사들은 불어난 강을 건너려다가 익사했다. 남쪽의 전차 소대가 엄호 사격을 가해 조선인민군을 저지했고, 대부분의 생존자들이 결국 탈출할 수 있었다. F중대는 37명의 병력을 잃었다: 전사 6명, 부상 10명, 실종 21명.
다음 날 아침 T-34 전차 5대가 강을 건너 함창으로 향했다. 제90야전포병대대 A포대의 포병 사격으로 전차 4대가 즉시 파괴되었다. 다섯 번째 전차는 강을 건너 되돌아갔고, 그곳에서 나중에 공습으로 파괴되었다.

### 유엔군, 상주 주변으로 통합
제35보병연대 제2대대는 여전히 그 위치에 있었고, 7월 23일 상주 북쪽 5마일 지점으로 철수하라는 명령을 받았다. 7월 28일 대대는 2마일 더 후퇴했고, 다음 날에는 상주 남쪽으로 이동했다. 7월 마지막 날, 제35보병연대는 금천 도로변 상주 남쪽 8마일 지점의 언덕에 저지선을 구축하라는 명령을 받았다. 11일 동안 상주 전선에서 약 30마일을 후퇴하면서 강력한 저항은 만나지 않고 조선인민군 순찰대만 마주쳤다. 전투 중 제35보병연대는 주변 전선이 붕괴됨에 따라 사단 명령에 따라 일련의 철수 작전만 수행했고, 전투에 크게 관여하지 않았다.
대한민국 국군 제6사단은 문경에서 산을 통과하는 도로에서 치열한 전투를 계속했지만, 점차 조선인민군 제1사단 앞에서 후퇴했다. 7월 24일 함창 상공의 산악지대에서 대한민국 국군 제6사단은 조선인민군 T-34 전차 7대를 파괴했다. 3일 후, 이제 상주 북서쪽에서 미군 제24보병연대에게 임무를 인계받고 함창 전선에 재배치된 대한민국 국군 제1사단은 2.36인치 바주카포로 전차 4대를 더 파괴하고 전차 1대를 온전하게 노획했다. 황간-보은 도로에서 제27보병연대에게 임무를 인계받은 대한민국 국군 제2사단 잔존 병력은 대한민국 국군 제1사단에 편입되었다. 따라서 7월 24일까지 미군 제25사단은 상주 서쪽부터 서울-대구 고속도로까지의 구역을 대한민국 국군 제1사단과 제2사단으로부터 인계받았고, 이 대한민국 국군 병력은 상주 동쪽 및 북쪽의 함창 전선으로 이동하고 있었다.
7월 27일까지 문경 분수령 전체는 조선인민군에게 점령되었고, 조선인민군 부대는 함창 근처의 낙동강 상류 계곡으로 진입하고 있었다. 당시 및 나중에 포로로 잡힌 이들은 조선인민군 제1사단이 분수령 통제권을 위한 전투에서 사단장이 부상당하고 교체된 것을 포함하여 5,000명의 사상자를 냈다고 진술했다. 제1사단을 뒤따르던 조선인민군 제13사단은 문경 아래에서 약 500명의 사상자를 냈지만, 이 기간 동안 다른 전투에는 참여하지 않았다. 조선인민군 제15사단은 경험 없는 젊은이들로 주로 구성된 조선인민군의 약한 사단 중 하나였는데, 상주로 진격했다. 이는 유엔군이 효과적인 방어선을 조직할 시간을 갖기 전에 남쪽으로 밀어내려는 조선인민군의 집중 공격의 일부였다.
상주 북쪽 문경 고원 남쪽 기슭의 함창 도로에 나타남과 동시에, 조선인민군은 서쪽의 보조 산악 도로로 접근했다. 7월 22일, 제35보병연대 F중대도 함창 북쪽에서 공격을 받았는데, 자신들보다 세 배나 큰 조선인민군 대대와 마주했다. 중대는 효과적으로 싸워 큰 사상자를 입혔지만, 다음 날 비로 인해 부대 후방의 강이 범람하여 보급로가 끊겼다. 포병의 지원을 받아 교전을 해제할 수 있었다.

### 제24보병연대의 주춤거림
미군 제24보병연대 병력은 상주 서쪽에서 비슷한 경험을 했다. 그날 제24보병연대 제2대대와 대한민국 국군 제17연대 병력은 마을 북서쪽 20마일 떨어진 산으로 진격하고 있었다. 그곳에서 그들은 조선인민군 제15사단 제48연대, 즉 조선인민군 선두 부대와 접촉했다. E중대가 선두에 서서, 제2대대는 험한 산악 지형의 골짜기 속 비포장 도로를 따라 이동했다. 갑자기 조선인민군 경량 박격포와 기관총 한두 정이 E중대에 발포했다. 중대는 멈췄고 병사들은 도로 양쪽으로 흩어졌다.

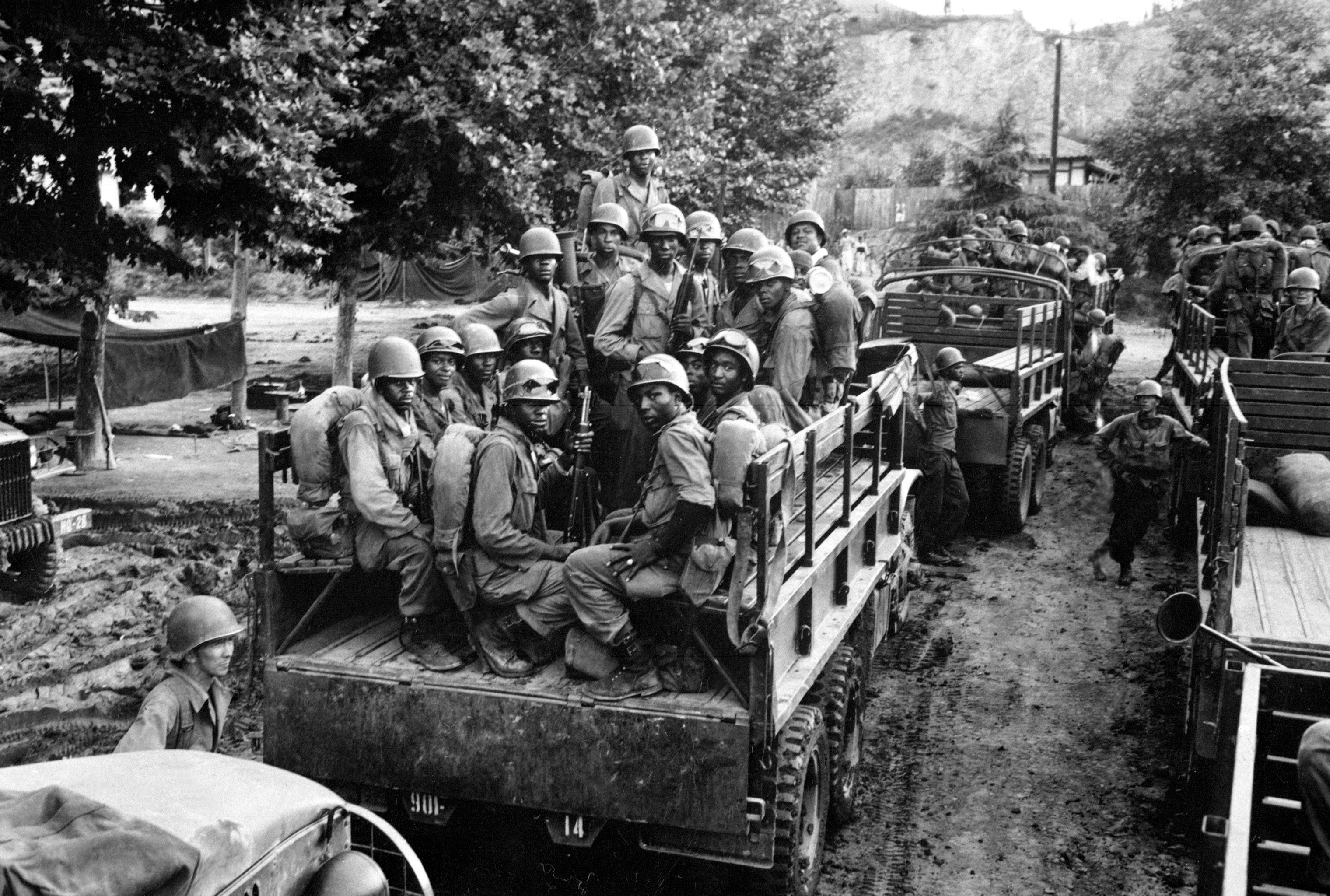
제24보병연대 병력, 낙동강 방어선 전투 지역으로 이동.

곧 조선인민군의 소총 사격이 흩어진 병사들에게 쏟아졌고, E중대와 F중대는 즉시 무질서하게 철수하기 시작했다. 병사들은 전선에서 멀어지고 명령 없이 후퇴하기 시작했으며, 장교들의 위치 고수 명령을 무시했다. 연대장인 호튼 V. 화이트 대령은 어려움을 듣고 급히 현장으로 달려갔다. 그는 대대가 무질서하게 도로를 따라 후퇴하고 있었고 대부분의 병사들이 공황 상태에 빠져 있는 것을 발견했다. 역사가들은 철수의 원인을 개별 병사들의 공황만큼이나 장교들의 무능함 탓으로 돌린다. 그는 병사들을 모아 철수 명령을 내렸지만, 그때쯤 이미 많은 병사들이 스스로 철수하고 있었다. 다음 날 대한민국 국군 제17연대는 공격을 개시했던 조선인민군 진지를 포위하여 경기관총 2정, 박격포 1정, 그리고 약 30명의 게릴라로 보이는 조선인민군을 생포했다. 대한민국 국군 제17연대는 다음 이틀 동안 언덕에서 싸워 일부 제한적인 성과를 거두었고, 그 후 부산 주변에서 진행 중인 대한민국 국군 재편성의 일환으로 다른 부대와 합류하기 위해 상주로 돌아왔다. 이로 인해 문경 고원으로부터 상주 서쪽 접근로를 방어하는 것은 미군 제24보병연대만 남게 되었다.
공황 상태에 빠지는 경향은 상주 서쪽의 거의 모든 제24보병연대 작전에서 계속되었다. 병사들은 진지를 이탈하여 후방으로 이탈했다. 그들은 진지에 무기를 버려두었다. 여러 번 부대들은 심지어 교전 중이 아닐 때에도 이동 중에 대부분의 장비를 잃어 보급 부족을 야기했다. 다른 경우에는 북한군의 첫 사격 징후에도 불구하고 대부분의 부대가 진지를 이탈했다.
7월 26일까지 제24보병연대의 세 대대 모두는 보급이 어려운 외딴 전투 진지에 집중되었고, 상주 서쪽 10마일 지점의 도로를 따라 배치되었다. 유엔군 병력 부족으로 인해 연대는 병력 대부분을 전선에 투입해야 했고, 공격에 대응할 예비 병력이 거의 없었다. 이 도로를 따라 진격하는 조선인민군 제15사단 병력은 산악 통로를 확보하고 연대와 근접하고 있었다. 7월 26일부터 월말까지 조선인민군은 제24보병연대와 거의 끊임없이 접촉했으며, 제159야전포병대대와 제64야전포병대대, 그리고 제90야전포병대대 한 개 포대의 지원을 받았다. 조선인민군은 미군 전선에 빠르게 접근하기 위해 대규모 돌격에 크게 의존했다. 이로 인해 조선인민군에게는 막대한 사상자가 발생했지만, 그들의 박격포와 포병은 차례로 미군 전선에 상당한 사상자를 입혔다.
7월 말 며칠 동안 제24보병연대는 일반적으로 낮에는 진지를 지키고, 밤에는 철수하려 했다. 그들의 성과는 엇갈렸다. 첫 몇 차례의 조선인민군 공격 동안 대부분의 부대는 탄약이 떨어질 때까지 진지를 지켰다. 상급 장교들은 부대를 원래 위치로 되돌리려 했지만, 증대하는 조선인민군의 저항에 직면하여 실패했다. 특히 L중대는 조선인민군 공격자들에게 포위될 때까지 싸웠다. 나머지 연대는 그들을 격퇴할 수 있었다.
7월 29일, 제1대대는 조선인민군의 박격포 사격으로 약 60명의 사상자를 냈다. 병사들이 밤새도록 방어선을 준비하던 중, 아직 불분명한 이유로 대규모 공황 상태가 발생했다. 대부분의 병사들은 경계 상태에서 진지를 버리고 탈영했다. 화이트 대령은 자신, 제77전투공병중대, 그리고 제159야전포병대대 한 개 포대만이 전선에 남아 있음을 발견했다. 그는 많은 장교들이 병사들에게 말을 듣게 할 수 없었기 때문에 직접 대대를 재편성해야 했다. 화이트가 병사들을 다시 모으려 노력하는 동안, 야전포병은 조선인민군의 진격을 늦추기 위해 지속적인 포격을 유지했다. 그날 밤에만 포병은 조선인민군을 저지하기 위해 3,000발을 발사했다.

### 미군 철수
전투의 마지막 날, 상주 서쪽에서 연대의 고참 장교 중 한 명인 존 R. 울드리지 소령은 마을 서쪽에 검문소를 설치하고 서쪽에서 오는 모든 차량을 정지시켜 후퇴하려는 낙오병들을 붙잡았다. 많은 지프에는 진지가 점령당한 후 후퇴한다고 주장하는 6~7명의 병사들이 가득 차 있었다. 그는 하루 평균 약 75명의 낙오병을 붙잡았고, 전투 마지막 날에는 150명을 붙잡았다. 군사경찰 파견대가 특별히 진지를 이탈하는 병사들을 수집하여 전선으로 돌려보내기 위해 파견되었다.
7월 30일까지 제24보병연대는 상주 서쪽의 마지막 방어 가능한 고지대, 즉 마을에서 3마일 떨어진 곳으로 철수했다. 조선인민군은 그날 아침 05:00부터 제3대대의 전방 진지를 목표로 강력한 공격을 가했다. 과도하게 분산되고 예비 병력이 부족하며 낙오병들로 인해 연대는 무너지기 시작했고, 고위 지휘관들은 조선인민군의 진격에 맞서 자신의 권총으로 직접 전선에 나서야 했다. 연대는 이때쯤 너무 심하게 약화되어 킨 장군은 제35보병연대 제1대대를 소환하여 제24보병연대 뒤에 방어 진지를 배치하여 제24연대가 철수할 때 전선을 지키도록 했다. 다음 날 조선인민군은 다시 연대의 전방 저항선을 압박했다. 레온 A. 길버트 소위는 A중대장으로서 약 15명의 병사와 함께 전방선을 이탈했다. 화이트와 다른 고위 장교들은 길버트에게 위치로 돌아가라고 명령했지만, 그는 무섭다고 말하며 거부했다. 고참 부사관은 병사들과 함께 전방 위치로 돌아왔다. 연대 지휘관들이 길버트에게 위치로 돌아가라고 애원했지만 실패하자, 그는 체포되어 교전 중 탈영 혐의로 재판을 받았고, 이는 사형에 해당하는 범죄였으며 사형을 선고받았다. 그의 형량은 나중에 17년 징역으로 감형되었지만, 그는 그중 5년만 복역했다.
마침내 7월 31일 밤, 제24보병연대는 상주를 통과하여 철수했다. 제35보병연대 제1대대가 철수를 엄호했다. 조선인민군 제15사단은 다음 날 상주에 새로운 방어선을 구축했고, 제25보병사단은 남쪽 마산에서 커지는 공격에 대처하기 위해 이동했다.

## 여파

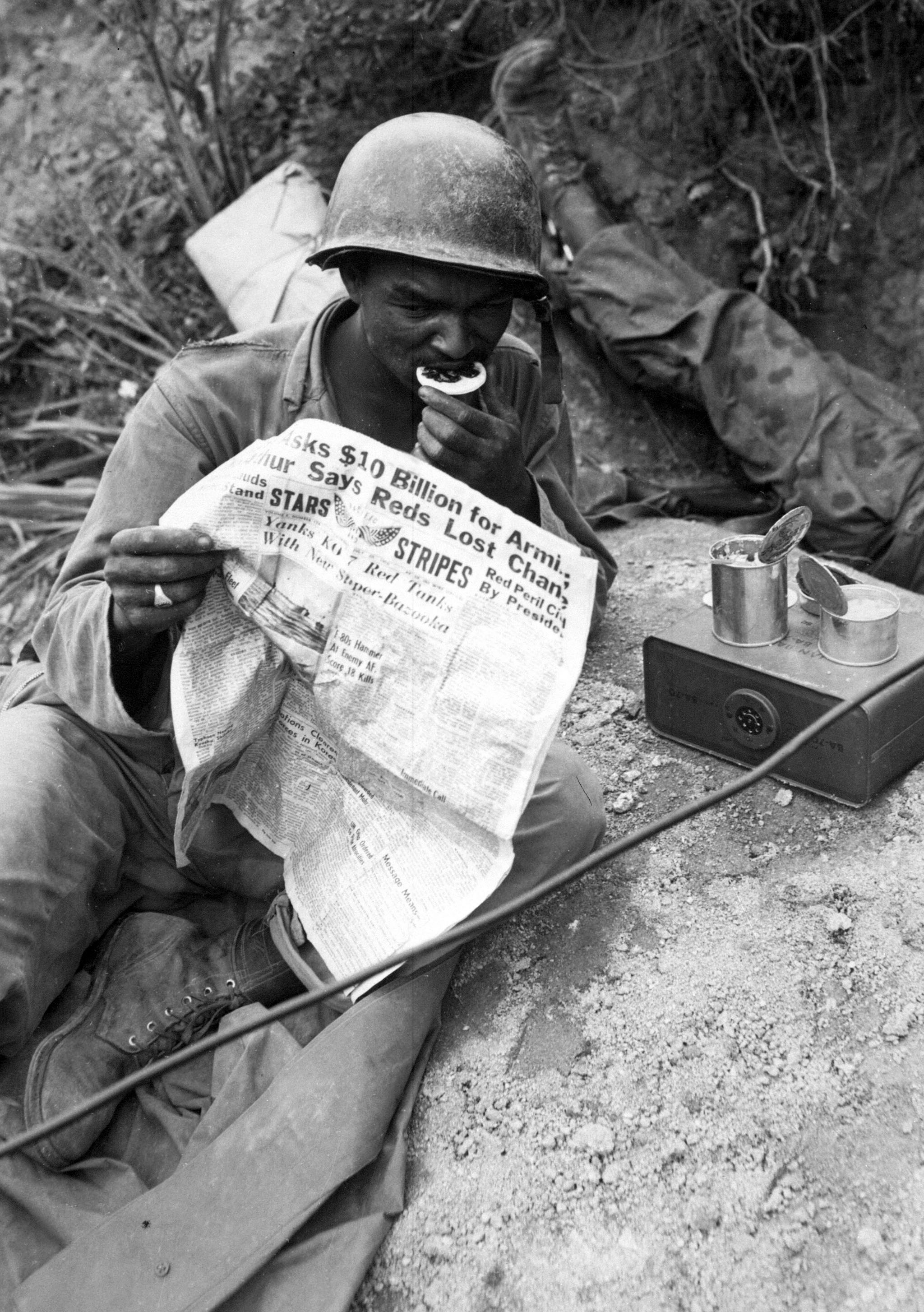
낙동강 방어선 전투에서 잠시 쉬는 제24보병연대 병사.

상주 지역에서의 11일간의 전투에서 제24연대는 323명의 전투 사상자를 냈는데, 전사 27명, 부상 293명, 실종 3명이었다. 낮은 사상자 수는 부분적으로 효과적인 방어시설 사용과 전투 중 조선인민군의 신중한 진격 덕분이었지만, 제24보병연대 병사들이 빠르게 철수했다는 점도 비난의 대상이 되었다. 주로 흑인으로 구성된 이 연대(최근 폐지된 미군 인종 분리 체제에서 남아있던 부대)는 전투 중의 부진한 성과로 인해 크게 비난받았다. 워커는 제24보병연대를 비효율적인 부대로 보고, 전선에서 "트립 와이어 부대"로만 사용할 것을 결심했으며, 제24연대가 무너질 때 심각한 저항을 수행하기 위해 예비 연대의 증원을 요구했다. 다른 지휘관들은 부진한 성과를 군대 추가 통합을 요구하는 이유로 보았고, 이는 전쟁 전에는 쉽지 않은 일이었다. 제24보병연대는 1951년 10월 1일 완전히 통합되었다.
7월 말 낙동강 상류 계곡에 도달하면서, 남쪽으로 진격하던 조선인민군 사단들은 이 지역에서 심각한 사상자를 입었다. 조선인민군 제1사단은 문경 고원을 가로질러 대한민국 국군 제6사단과 싸우면서 지상전에서 큰 손실을 입었을 뿐만 아니라 유엔 공중 공격으로도 심각한 손실을 입었다. 포로들은 7월 말 함창에 도착할 때쯤에는 전투 전 5,500명에서 3,000명으로 줄었다고 보고했다. 조선인민군 제15사단도 포로들에 따르면 대한민국 국군과 미군 제24보병연대에 맞서 상주로 진격하는 과정에서 포병 및 박격포 사격으로 막대한 손실을 입었고, 7월 말에는 전투 전 7,500명에서 약 5,000명으로 줄었다고 한다. 대조적으로 조선인민군 제13사단은 서쪽으로 함창을 우회했으며, 대한민국 국군 및 제35보병연대 제2대대와의 사소한 교전을 제외하고는 전투에 참여하지 않아 비교적 적은 사상자를 냈다.
전쟁 이후 수년 동안 이 전투는 한국 전쟁 중 미군 내에 만연했던 인종차별의 사례로 조사되어 왔다. 제24보병연대는 공식적으로 통합되었음에도 불구하고 여전히 압도적으로 아프리카계 미국인 병사들로 구성되어 있었다. 역사가들은 이 부대의 업적, 특히 예천에서의 성과가 무시되었고, 단점은 제24연대를 기준 이하의 부대이자 아프리카계 미국인을 백인보다 열등한 병사로 묘사하기 위해 강조되었다고 주장한다. 역사가들은 또한 제24보병연대의 성과가 실제로 좋지 않았지만, 이러한 실패가 인종차별 때문에 과장되었다고 지적했다. 윌리엄 T. 바워스, 윌리엄 M. 해먼드, 조지 L. 맥가리글이 1988년에 쓴 책인 《흑인 병사, 백인 육군》은 과도하게 확장된 전선과 권위를 확고히 행사하지 못하거나 효과적이지 못했던 경험 없는 백인 장교들의 조합이 제24보병연대 성과의 주요 요인이었다고 결론지었다. 다른 이들은 아직 검증되지 않은 연대가 제24보병사단 및 제1기병사단 부대와 첫 교전에서 비슷하게 수행했다고 주장한다.</ref> 훈련을 통해 같은 병사들 중 다수가 몇 주 만에 효과적인 전투원으로 변모했다. 전투에 참여했던 제24보병연대 소속 중령 찰스 M. 버시는 자신의 회고록인 예천 전투: 한국 전쟁에서의 용기와 인종차별에서 제24보병연대의 좋은 성과, 특히 예천에서의 성과가 무시되었고, 병사들이 인종차별 때문에 자신의 행동에 대한 메달을 거부당했다고 주장했다.

## 같이 보기
- 아프리카계 미국인의 군사사

## 인용

### 참고 자료
- Alexander, Bevin (2003), 《Korea: The First War We Lost》, New York, New York: Hippocrene Books, ISBN 978-0-7818-1019-7
- Appleman, Roy E. (1998), 《South to the Naktong, North to the Yalu: United States Army in the Korean War》, Washington, D.C.: Department of the Army, ISBN 978-0-16-001918-0, 2014년 2월 7일에 원본 문서에서 보존된 문서, 2010년 11월 15일에 확인함
- Bowers, William T.; Hammong, William M.; MacGarrigle, George L. (2005), 《Black Soldier, White Army: The 24th Infantry Regiment in Korea》, Honolulu, Hawaii: University Press of the Pacific, ISBN 978-1-4102-2467-5
- Catchpole, Brian (2001), 《The Korean War》, London, England: Robinson Publishing, ISBN 978-1-84119-413-4
- Fehrenbach, T.R. (2001) [1994], 《This Kind of War: The Classic Korean War History – Fiftieth Anniversary Edition》, Washington, D. C.: Potomac Books, ISBN 978-1-57488-334-3
- Hastings, Max (1988), 《The Korean War》, New York, New York: Simon & Schuster, ISBN 978-0-671-66834-1
- Millett, Allan R. (2000), 《The Korean War, Volume 1》, Lincoln, Nebraska: University of Nebraska Press, ISBN 978-0-8032-7794-6
- Millett, Allan R. (2007), 《The Korean War: the Essential Bibliography》, Dulles, Virginia: Potomac Books, ISBN 978-1-57488-976-5
- Millett, Allan R. (2010), 《The War for Korea, 1950–1951: They Came from the North》, Lawrence, Kansas: University Press of Kansas, ISBN 978-0-7006-1709-8
- Varhola, Michael J. (2000), 《Fire and Ice: The Korean War, 1950–1953》, Mason City, Iowa: Da Capo Press, ISBN 978-1-882810-44-4